# Ōta (Tokyo)
Ōta (大田区?, Ōta-ku) è il più grande in termini di superficie dei 23 quartieri speciali (区, ku) che formano la città di Tokyo.
La popolazione del comune è di 745.723 abitanti, distribuiti su una superficie di 60.83 km².
La sede del comune di Ōta si trova a Kamata, nei pressi della stazione del quartiere, dove si trova anche l'Ufficio Postale centrale del comune.
L'aeroporto più grande del Giappone, l'Aeroporto Internazionale di Tokyo (aeroporto di Haneda), si trova qui e occupa circa un quarto dell'area del quartiere.

## Geografia
È il più meridionale dei 23 quartiere e confina con i quartieri di Shinagawa, Meguro e Setagaya a nord e Kōtō a est. A sud e a ovest, Ōta confina con la città di Kawasaki nella prefettura di Kanagawa. Il fiume Tama costituisce il confine tra le due città, con edifici che si estendono fino al fiume su entrambi i lati. Tuttavia, il fitto mare di case della regione metropolitana di Tokyo si estende ancora più a sud, oltre Kawasaki, fino alla metropoli di Yokohama.
Il centro del distretto si trova intorno alle due stazioni di Kamata (JR Kamata e Keikyū Kamata), dove si trovano anche il municipio del distretto e l'ufficio postale principale.
L'Aeroporto Internazionale di Tokyo, comunemente chiamato Aeroporto di Tokyo-Haneda, il secondo (e più vecchio) aeroporto principale di Tokyo, che gestisce la maggior parte dei voli nazionali, si trova nel distretto, su un nuovo terreno nella baia di Tokyo.

## Storia
Il comune è stato fondato il 15 marzo 1947 dalla fusione dei vecchi quartieri di Ōmori (大森区?) e Kamata (蒲田区?). Il nome del quartiere è composto da una lettera presa da ciascuno dei due quartieri precedenti.

## Istruzione

### Università
- Toho University
- Tokyo Institute of Technology

### Scuole
- Ōmori High School
- Kamata High School

## Infrastrutture e trasporti
La stazione di Kamata è il nodo ferroviario principale per i trasporti dell'area sud di Tokyo, ed è situata nei pressi dell'edificio del comune di Ōta, al centro del quartiere Kamata.
A circa 700 m a est della stazione di Kamata si trova la stazione Keikyū Kamata, collegata con l'aeroporto di Tokyo-Haneda, e con le città di Kawasaki e Yokohama.
L'Aeroporto Internazionale di Tokyo-Haneda si trova nel quartiere di Haneda della circoscrizione di Ōta, a due fermate dalla stazione Keikyū Kamata.

## Quartieri
- Ikegami (池上)
- Ishikawa-chō (石川町)
- Unoki (鵜の木)
- Ōmori-naka (大森中)
- Ōmori-honchō (大森本町)
- Ōmori-higashi (大森東)
- Ōmori-nishi (大森西)
- Ōmori-minami (大森南)
- Ōmori-kita (大森北)
- Kamata (蒲田)
- Kamata-honchō (蒲田本町)
- Kami-Ikedai (上池台)
- Kita-Kōjiya (北糀谷)
- Kita-Senzoku (北千束)
- Kita-Magome (北馬込)
- Kita-Minemachi (北嶺町)
- Kugahara (久が原)
- Keihinjima (京浜島)
- Sannō (山王)
- Shimo-Maruko (下丸子)
- Jōnanjima (城南島)
- Shōwajima (昭和島)
- Shin-Kamata (新蒲田)
- Tamagawa (多摩川)
- Chidori (千鳥)
- Chūō (中央)
- Den'en-Chōfu (田園調布)
- Den'en-Chōfu-honchō (田園調布本町)
- Den'en-Chōfu-Minami (田園調布南)
- Tōkai (東海)
- Naka-Ikegami (仲池上)
- Naka-Magome (中馬込)

- Naka-Rokugō (仲六郷)
- Nishi-Kamata (西蒲田)
- Nishi-Kōjiya (西糀谷)
- Nishi-Magome (西馬込)
- Nishi-Minemachi (西嶺町)
- Nishi-Rokugō (西六郷)
- Haginaka (萩中)
- Haneda (羽田)
- Haneda-Asahi chō (羽田旭町)
- Haneda-kūkō (羽田空港)
- Higashi-Kamata (東蒲田)
- Higashi-Kōjiya (東糀谷)
- Higashi-Magome (東馬込)
- Higashi-Minemachi (東嶺町)
- Higashi-Yaguchi (東矢口)
- Higashi-Yukigaya (東雪谷)
- Higashi-Rokugō (東六郷)
- Furusatonohamabekōen (ふるさとの浜辺公園)
- Heiwajima (平和島)
- Heiwanomorikōen (平和の森公園)
- Hon-Haneda (本羽田)
- Minami-Kamata (南蒲田)
- Minami-Kugahara (南久が原)
- Minami-Senzoku (南千束)
- Minami-Magome (南馬込)
- Minami-Yukigaya (南雪谷)
- Minami-Rokugō (南六郷)
- Yaguchi (矢口)
- Yukigaya-Ōtsuka machi (雪谷大塚町)

## Trasporti

### Aviazione
- Aeroporto di Haneda

### Ferrovia
- JR East
  - Linea Keihin-Tōhoku (Linea principale Tōkaidō)
    - Stazione di Ōmori - Stazione di Kamata
    - Stazione di smistamento del distretto dei trasporti di Ōta (ex distretto ferroviario di Kamata)
- Keikyu
  - Linea Keikyū principale
    - Stazione di Heiwajima - Stazione di Ōmorimachi - Stazione di Umeyashiki - Stazione di Keikyū Kamata - Stazione di Zōshiki - Stazione di Rokugōdote

  - Linea Keikyū Aeroporto
    - Stazione di Keikyū Kamata - Stazione di Kōjiya - Stazione di Ōtorii - Stazione di Anamori-Inari - Stazione di Tenkūbashi - Stazione di Haneda Aeroporto Terminal 3 - Stazione di Haneda Aeroporto Terminal 1·2
      - L'intera linea viene completata all'interno del quartiere, ma molti treni si collegano direttamente alla linea principale in direzione Shinagawa e Yokohama alla stazione Keikyu Kamata.
      - Una nuova stazione è stata costruita nel 2010 quando è stato aperto il terminal internazionale dell'aeroporto di Haneda.
- Tōkyū Corporation
  - Linea Tōkyū Tamagawa
    - Stazione di Kamata - Stazione di Yaguchinowatashi - Stazione di Musashi-Nitta - Stazione di Shimo-Maruko - Stazione di Unoki - Stazione di Numabe - Stazione di Tamagawa
      - Tutta la linea verrà completata all'interno del reparto.

  - Linea Tōkyū Ikegami
    - Stazione di Nagahara - Stazione di Senzoku-Ike - Stazione di Ishikawadai - Stazione di Yukigaya-Ōtsuka - Stazione di Ontakesan - Stazione di Kugahara - Stazione di Chidorichō - Stazione di Ikegami - Stazione di Hasunuma - Stazione di Kamata
    - Deposito veicoli Area di ispezione veicoli di Yukigaya

  - Linea Tōkyū Ōimachi
    - Stazione di Kita-Senzoku - Stazione di Ōokayama

  - Linea Tōkyū Tōyoko
    - Stazione di Den-en-chōfu- Stazione di Tamagawa

  - Linea Tōkyū Meguro
    - Stazione di Ōokayama - Stazione di Den-en-chōfu - Stazione di Tamagawa
      - La stazione di Okusawa, tra la stazione di Ōokayama e la stazione di Den-en-chōfu, si trova all'interno del quartiere di Setagaya. Sebbene la stazione di Ookayama si trovi in questo quartiere, prende il nome da un luogo nel quartiere di Meguro e la stazione si trova a cavallo dello stesso quartiere.
- Monorotaia di Tokyo
  - Tokyo Monorail Haneda Airport Line
    - Stazione di Ryūtsū Center - Stazione di Shōwajima - Stazione di Seibijō - Stazione di Tenkūbashi - Stazione di Haneda Aeroporto Terminal 3 - Stazione di Shin Seibijō - Stazione Terminal 1 dell'aeroporto di Haneda - Stazione Terminal 2 dell'Aeroporto di Haneda
- Ufficio metropolitano del trasporto di Tokyo (metropolitana Toei)
  - Linea Asakusa
    - Stazione di Nishi-Magome - Stazione di Magome
- Tokyo Waterfront Area Rapid Transit (TWR)
  - Linea Rinkai
    - Deposito veicoli Distretto dei trasporti di Tō rin

## Luoghi di interesse
- Ikegami Honmon-ji, un tempio buddista della Nichiren-shū
- Sito del tumulo di conchiglie di Ōmori
- Stagno Senzoku, dove si dice che Nichiren si lavasse i piedi. La tomba di Katsu Kaishū si trova nelle vicinanze.
- Parco Tamagawadai
- Parco degli uccelli selvatici di Tokyo

## Gemellaggi
- Salem, Massachusetts
- Distretto di Chaoyang, Pechino
- Lafayette, Indiana
- Burbank, California
- Misato, prefettura di Akita
- Tōmi, prefettura di Nagano
- Higashi-Matsushima, prefettura di Miyagi

## Galleria d'immagini

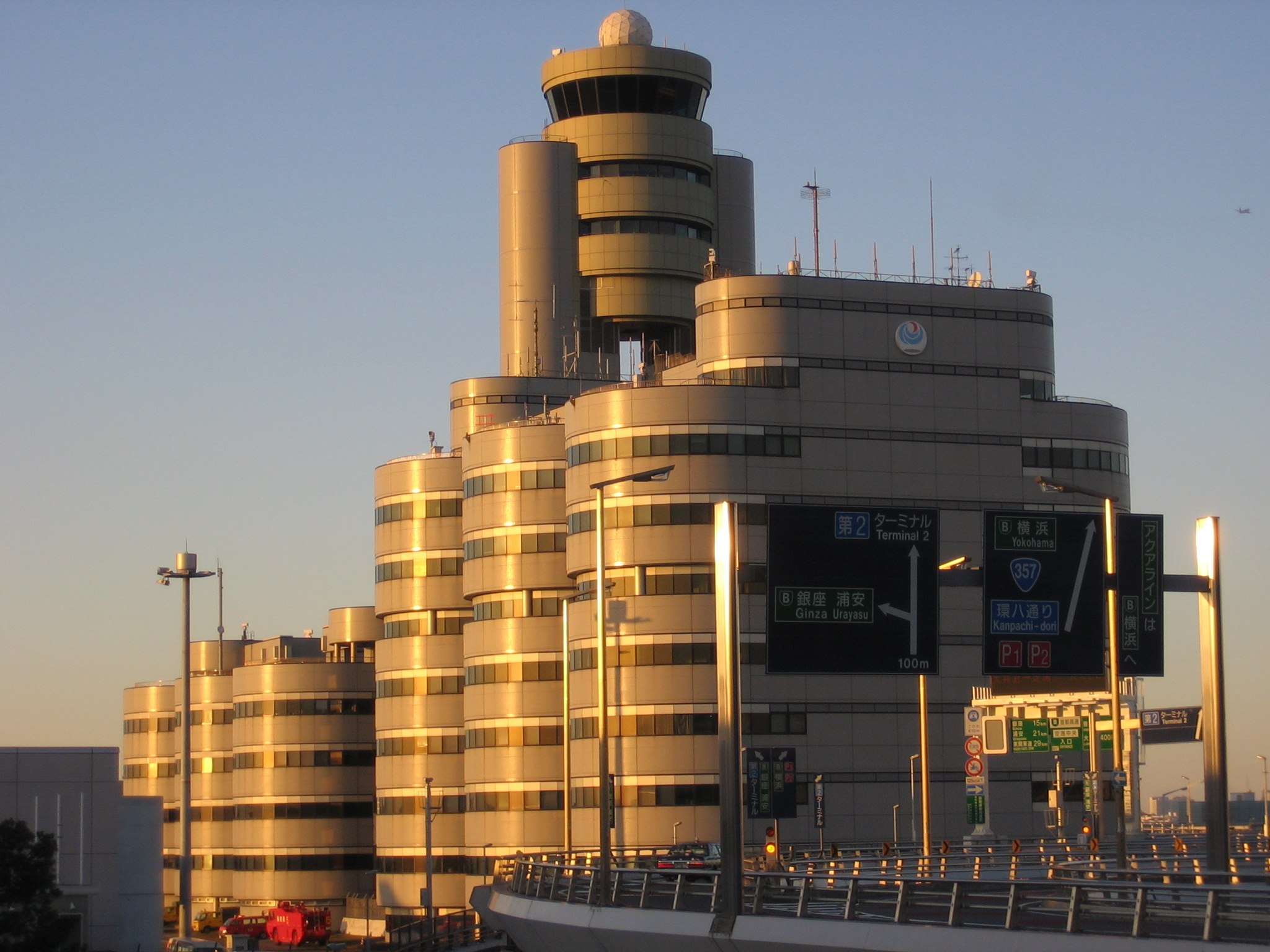
Aeroporto Tokyo Haneda, torre di controllo.
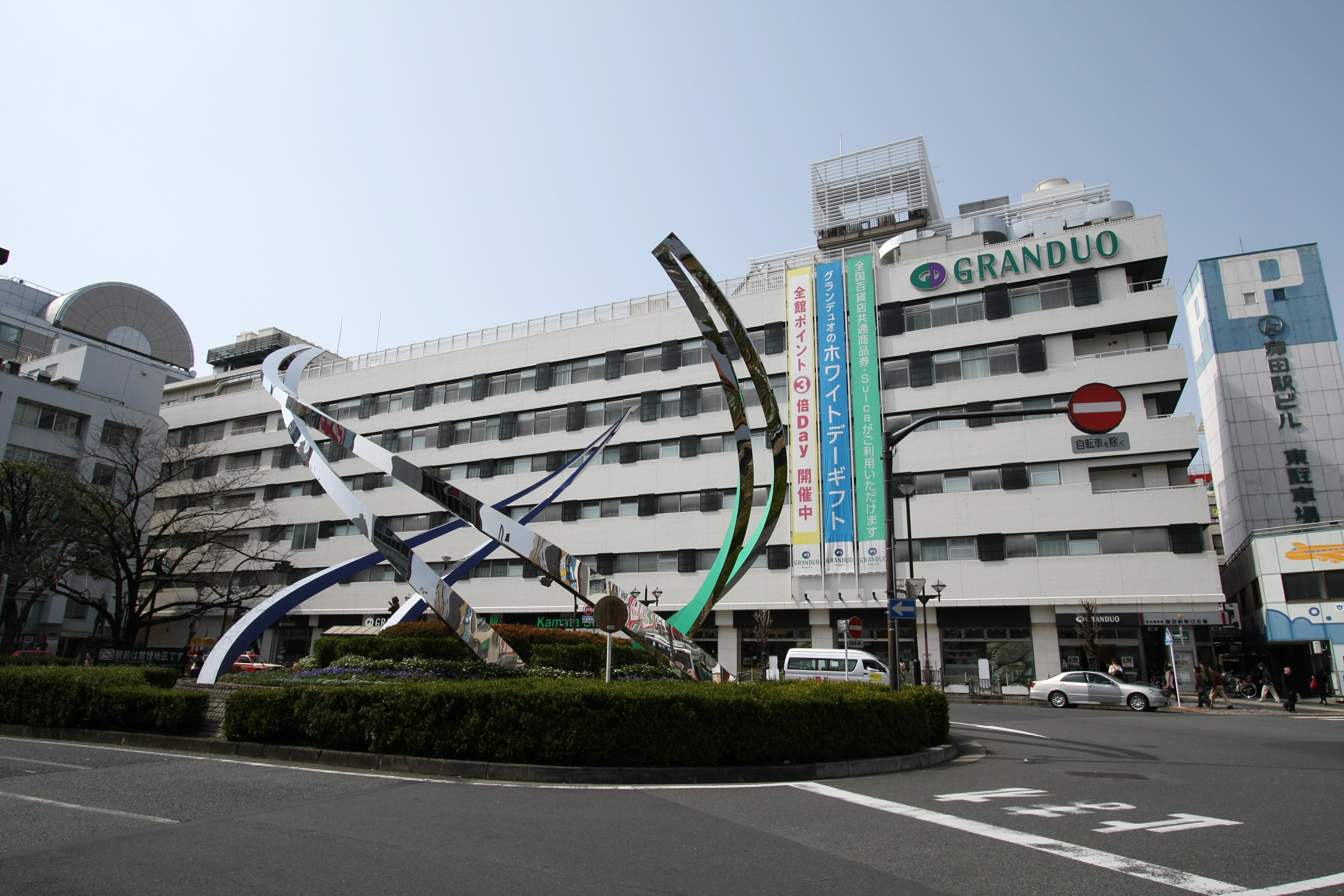
Facciata est della Stazione di Kamata.
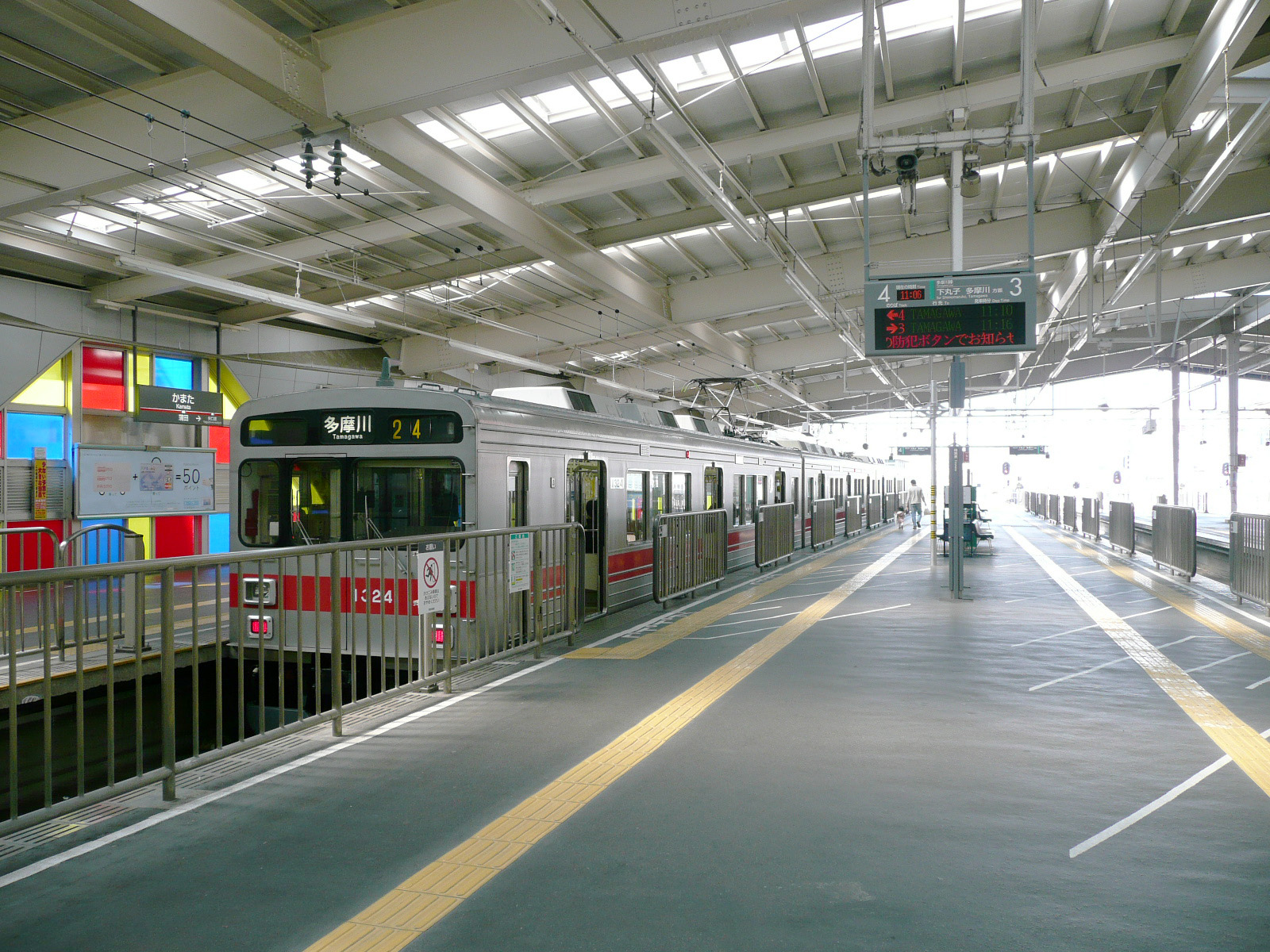
Stazione di Kamata, linea Tokyu Tamagawa.
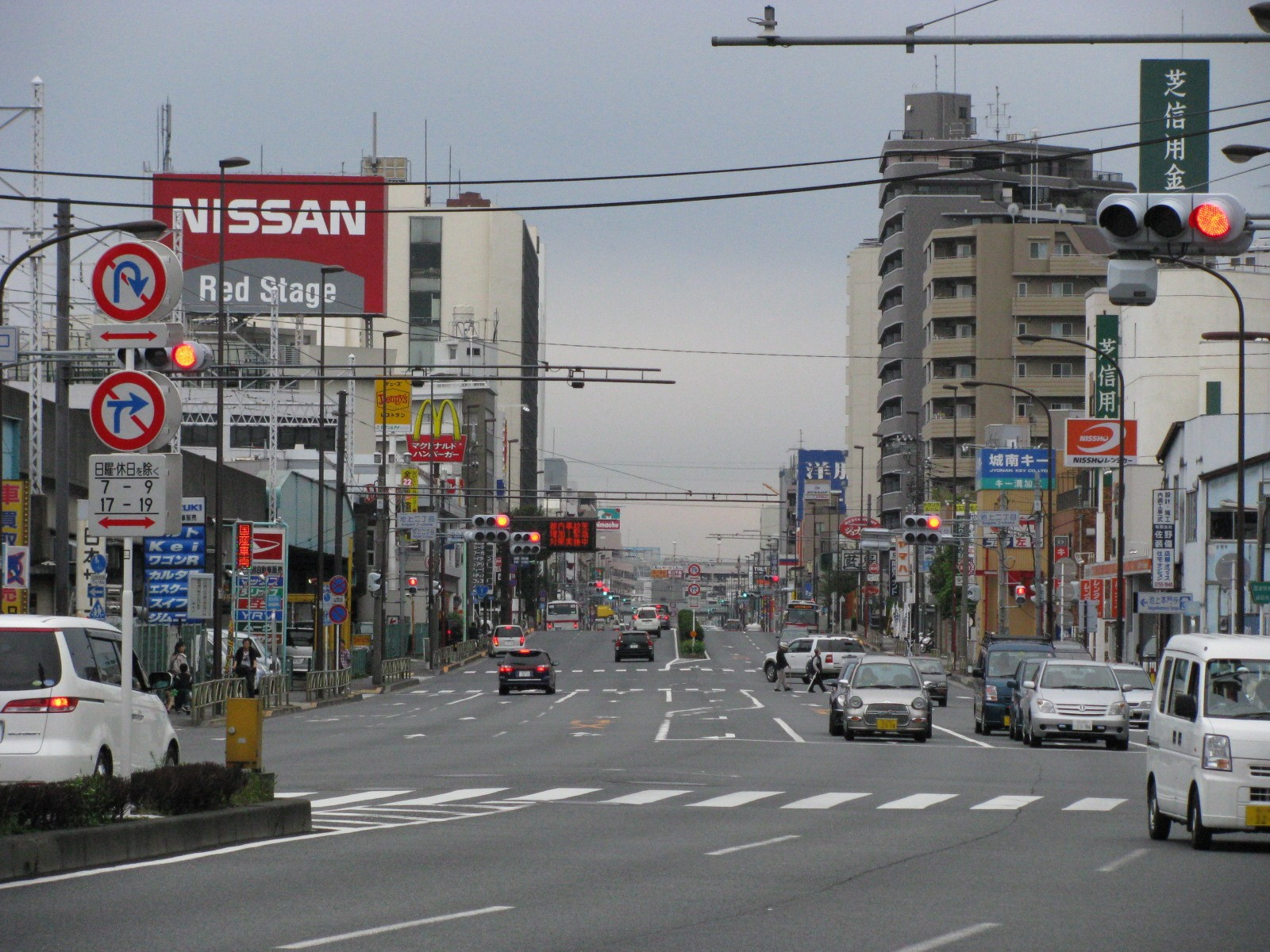
La Route 1 (superstrada statale) a Ōta.
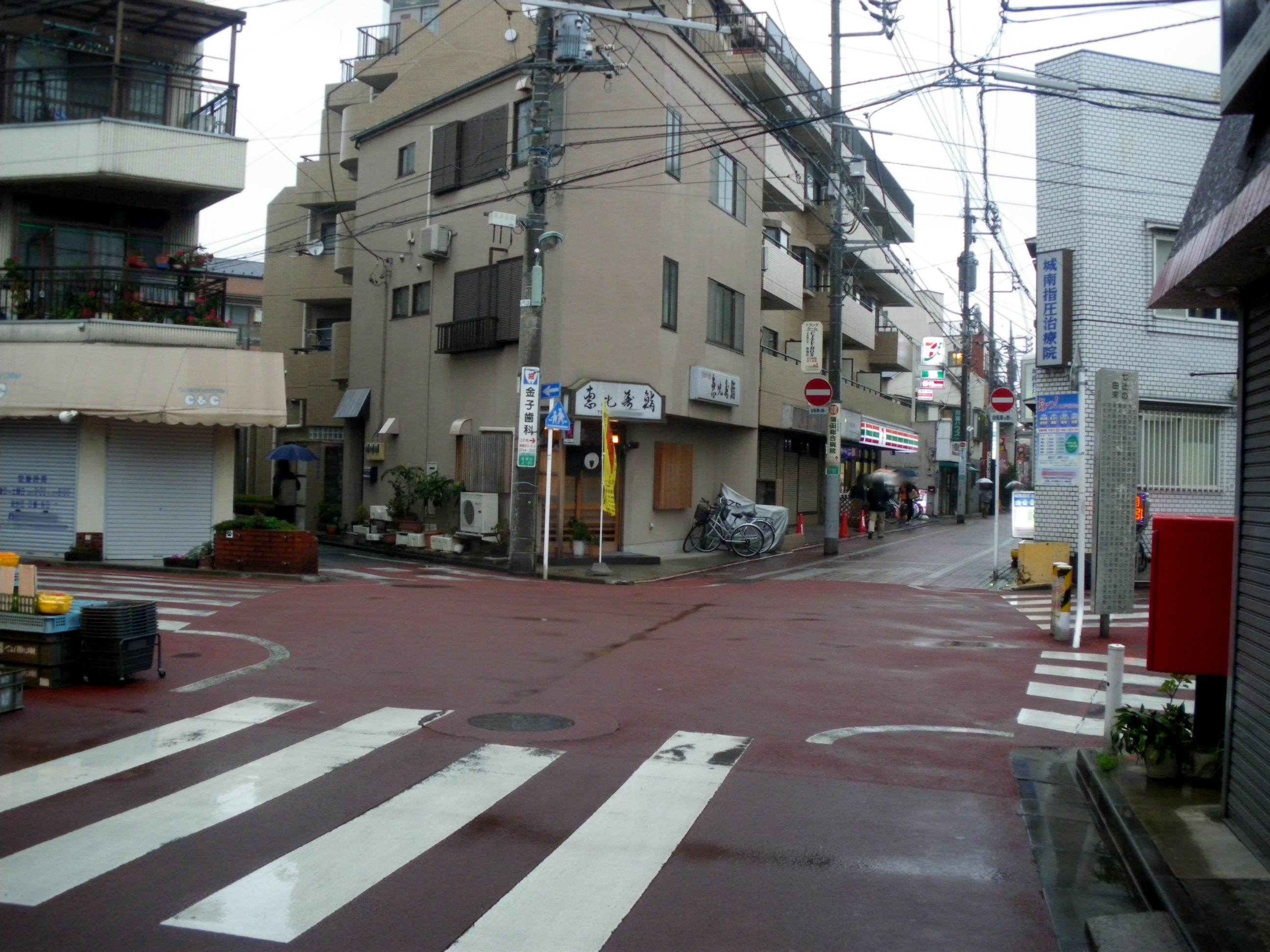
Incrocio con sette strade a Kamata, Ōta.
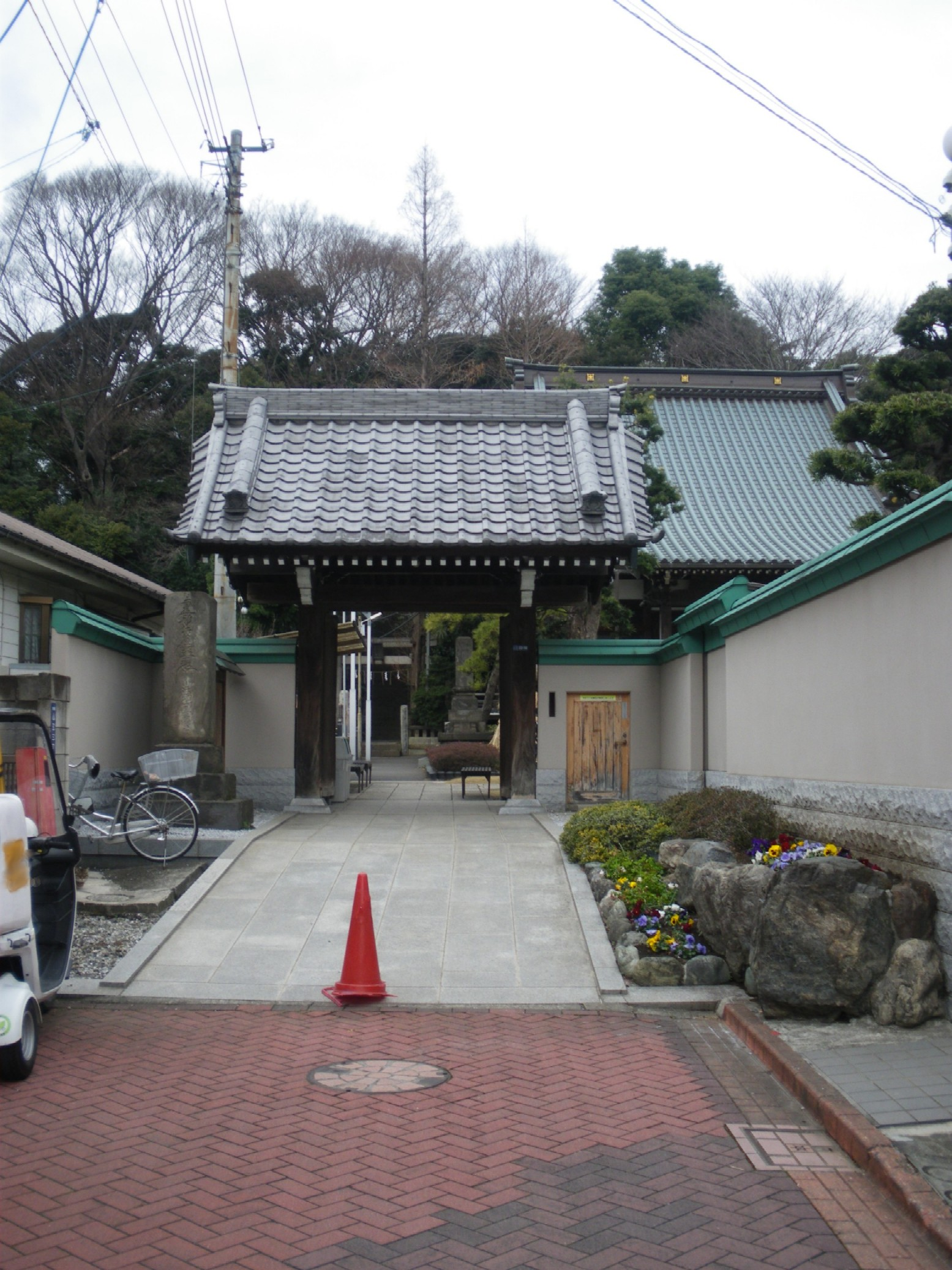
Ingresso del tempio Zenkeiji, Sanno, Ōta.
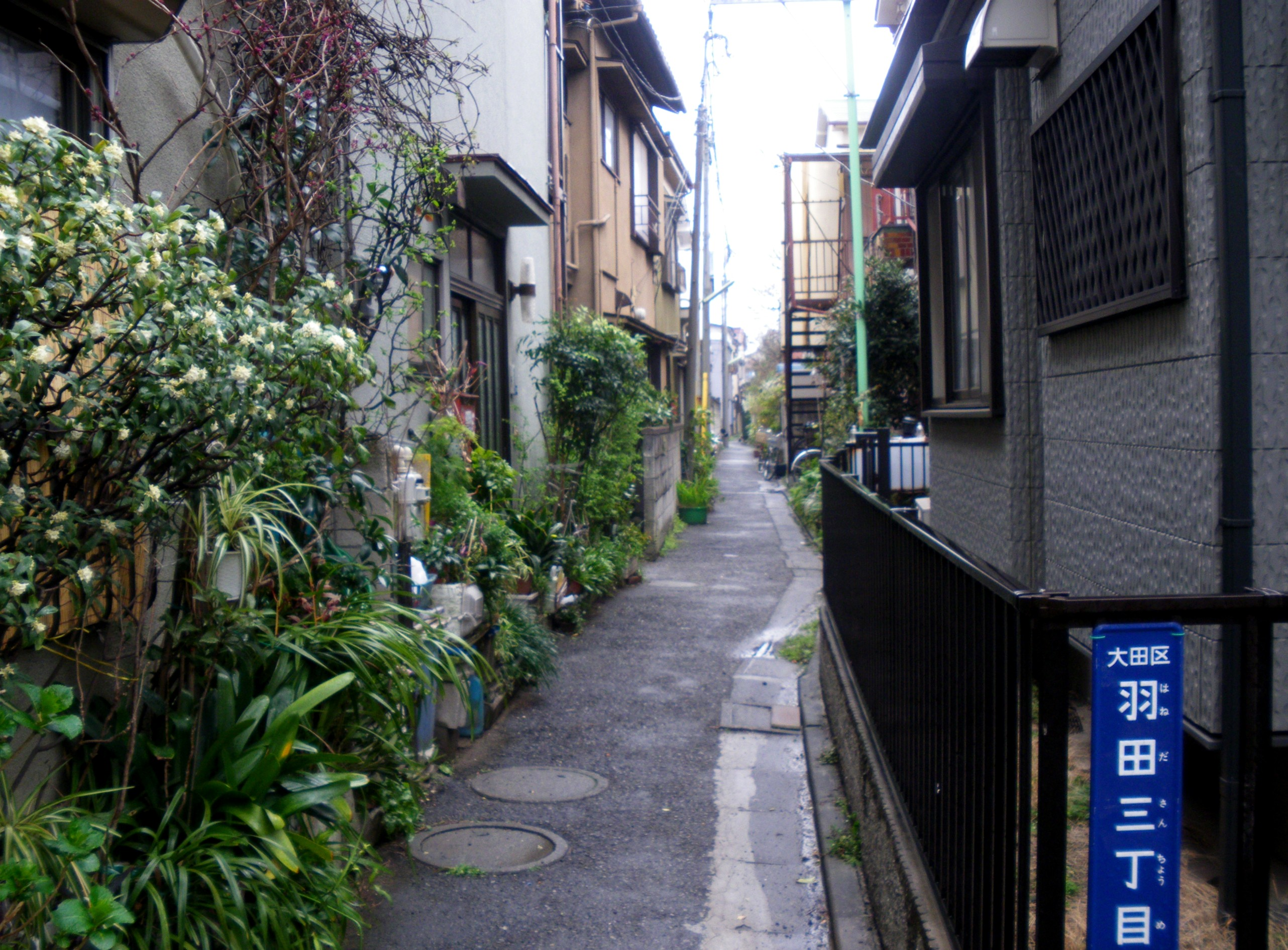
Un vicolo del quartiere Haneda.
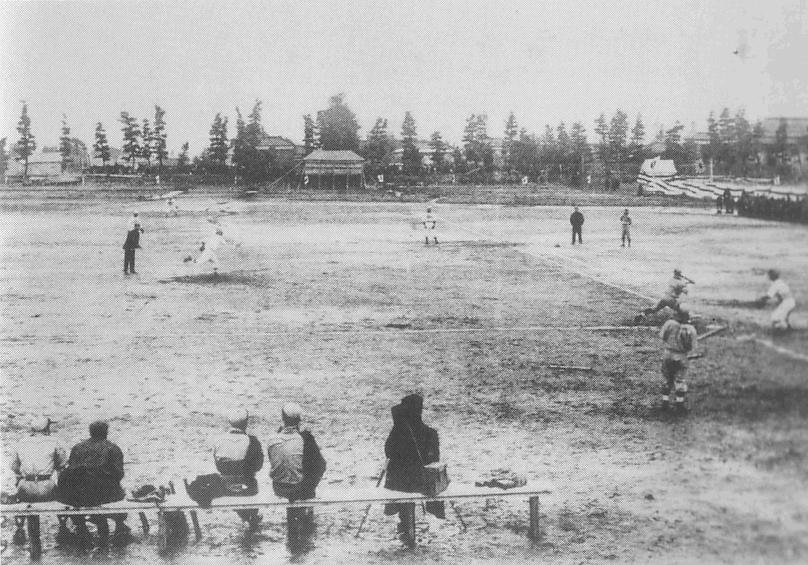
Lo stadio di Haneda (inizi XX secolo).
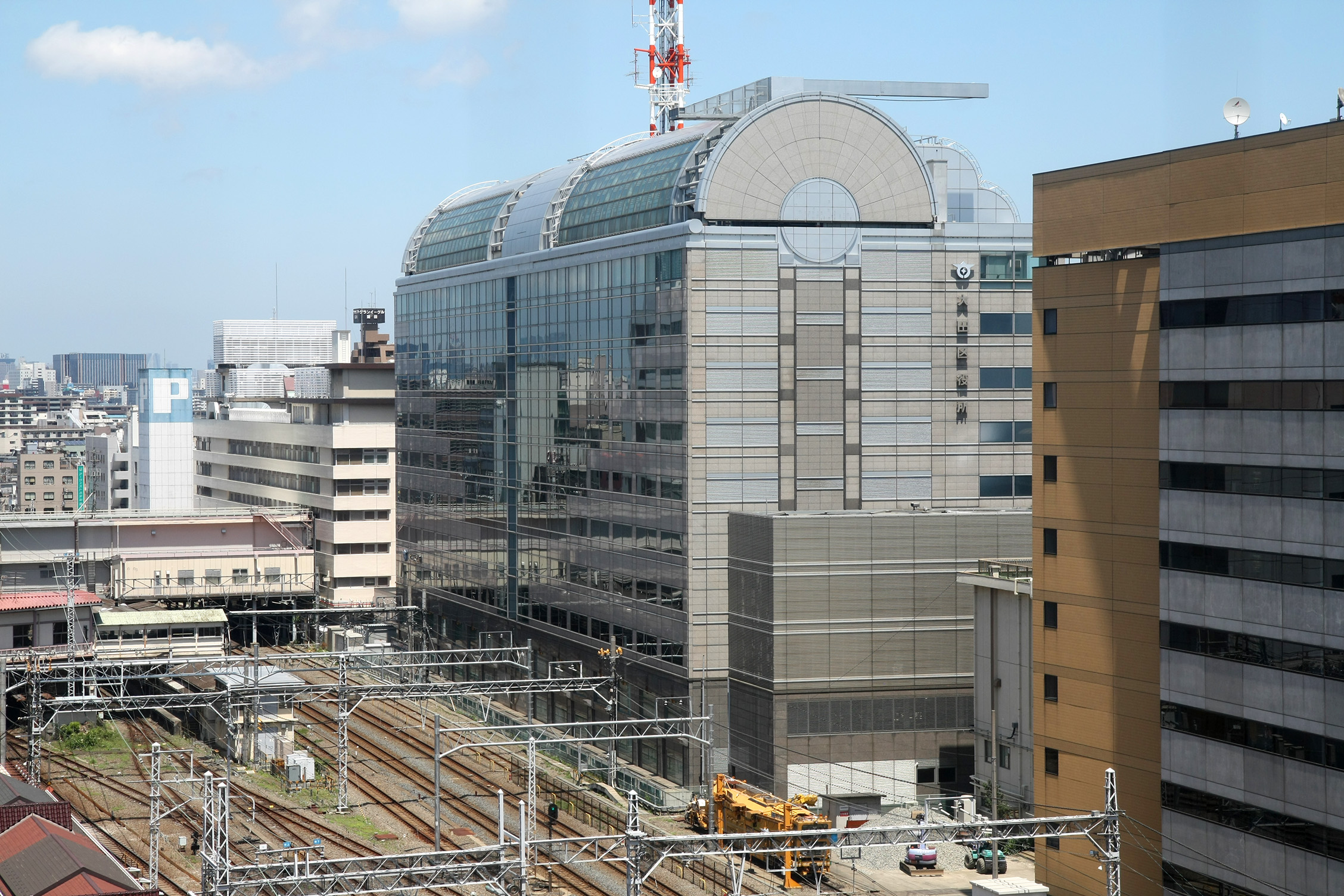
La sede del comune di Ōta e la linea ferroviaria Keihin-Tōhoku.